# Kim Sung-ryung
Kim Sung-ryung (en hangul, 김성령; nacida en Seúl el 8 de febrero de 1967) es una actriz surcoreana.

## Vida personal
Su hermana menor es la personalidad de televisión y actriz surcoreana Kim Sung-kyung.
Desde 1996 está casada con Lee Ki-soo, la pareja tiene dos hijos Lee Chan-young y Lee Jun-ho.

## Carrera
Después de ganar el concurso de belleza Miss Corea en 1988 (por el cual más tarde representó a su país en el Miss Universo 1989), comenzó su carrera como reportera en el programa de noticias Entretenimiento Semanal de la KBS.
En 1991 realizó un debut memorable como actriz en la película Who Saw the Dragon's Claws? (Quien vio las garras del dragón?) del director Kang Woo-suk, aunque a pesar de eso se hizo más activa en la televisión que en el cine durante la siguiente década.
Regresó a la gran pantalla en 2007, con un notable personaje de apoyo en Shadows in the Palace (las Sombras en el Palacio), y en Rainbow Eyes (el arco iris de los ojos), seguido por The Client (2011), Mr. XXX-Kisser  (2012), The Fatal Encounter (2014), y The Target (2014).
Mientras entraba en sus cuarenta años, también fue conocida por los dramas Eres Hermosa (2009), The Chaser (El Cazador) (2012), Yawang (2013), Herederos (2013), y Queen's Flower (2015).
En 2019 interpretó el papel de la madre de la protagonista Seo-yeon (Park Shin-hye) en la película The Call, cuyo estreno se retrasó hasta octubre de 2020 por causa de la pandemia de COVID-19.

## Filmografía

### Películas
| Año  | Título                              | Papel                 | Notas              | Ref.          |
| ---- | ----------------------------------- | --------------------- | ------------------ | ------------- |
| 1991 | Who Saw the Dragon's Claws?         | Kim Ji-won            |                    |               |
| 1992 | A Room in the Woods                 | Mi-yang               |                    |               |
| 2007 | Shadows in the Palace               | Dama de la corte      |                    |               |
| 2007 | Rainbow Eyes                        | Lee Hye-seo           |                    |               |
| 2008 | Our School's E.T.                   | Directora Lee         |                    |               |
| 2010 | The Servant                         | Wol-mae               |                    |               |
| 2010 | 71: Into the Fire                   | Madre de Oh Jang-beom |                    |               |
| 2011 | The Client                          |                       |                    |               |
| 2012 | The Suck Up Project: Mr. XXX-Kisser | Ye-ji                 |                    |               |
| 2012 | The Ugly Duckling                   | Madre de Nak-man      |                    |               |
| 2012 | Code Name: Jackal                   | Angela                |                    |               |
| 2014 | The Target                          | Jung Young-joo        |                    | [ 14 ]        |
| 2014 | The Fatal Encounter                 | Lady Hyegyeong        |                    |               |
| 2016 | Will You Be There?                  | Yeon-ah               |                    |               |
| 2018 | Keys to the Heart                   | Madam Hong            |                    |               |
| 2018 | Believer                            | Oh Yeon-ok            |                    | [ 15 ]        |
| 2019 | The Call                            | Madre de Seo-yeon     |                    | [ 16 ]        |
| 2024 | Me llamo Loh Kiwan                  | Ok-hee                |                    | [ 17 ] [ 18 ] |
| 2024 | Wonderland                          | Madre de Hyeon-soo    | Aparición especial | [ 19 ]        |

### Series
| Año  | Título                                  | Papel                                 | Red         | Notas              | Ref.                 |
| ---- | --------------------------------------- | ------------------------------------- | ----------- | ------------------ | -------------------- |
| 1992 | 92 Whale Hunting                        | Chun-ja                               | KBS2        |                    |                      |
| 1992 | 해뜰날                                  |                                       | KBS1        |                    |                      |
| 1993 | Stormy Season                           | Lee Han-sook                          | MBC         |                    |                      |
| 1993 | Youth Theater                           | Oh Yoo-kyung                          | KBS2        |                    |                      |
| 1996 | Mountain                                | Mi-ok                                 | MBC         |                    |                      |
| 1996 | Jo Gwang-jo                             | Park Gyeongbin                        | KBS2        |                    |                      |
| 1998 | A Very Special Trip                     |                                       | SBS         |                    |                      |
| 1998 | The King and the Queen                  | Reina Depuesta Lady Yun               | KBS1        |                    |                      |
| 1998 | Winners                                 | Yoo-ri                                | SBS         |                    |                      |
| 1998 | Happy Ending                            |                                       | MBC         | MBC Best Theater   |                      |
| 1998 | King of the Wind                        | Princesa Hwapyeong                    | MBC         |                    |                      |
| 1998 | Paper Crane                             | Min-sook                              | KBS2        |                    |                      |
| 2000 | Juliet's Man                            | Mi-ra                                 | SBS         |                    |                      |
| 2000 | Summer Vacation                         | OB/GYN Dra. Yoon-soo                  | MBC         | MBC Best Theater   |                      |
| 2000 | Novel: The Mind of Governing the People | Gisaeng de Bian                       | KBS2        |                    |                      |
| 2000 | Gibbs' Family                           | Yeom Kyung-ok                         | SBS         |                    |                      |
| 2001 | Empress Myeongseong                     | Michiko                               | KBS2        |                    |                      |
| 2001 | This Is Love                            | Ahn Do-hae                            | KBS1        |                    |                      |
| 2002 | 아줌마밴드 결성사건                     | Seong-mi                              | KBS2        | Drama City         |                      |
| 2003 | Age of Warriors                         | Mu-bi                                 | KBS1        |                    |                      |
| 2003 | Garden of Eve                           | Baek Ji-ae                            | SBS         |                    |                      |
| 2004 | The Snow Queen                          | La reina de las nieves                | MBC         | Span Drama         |                      |
| 2004 | My Mom Is a Superwoman                  | Woo-jung                              | MBC         | MBC Best Theater   |                      |
| 2004 | Miss Kim's Million Dollar Quest         | Seo Woo-kyung                         | SBS         |                    |                      |
| 2004 | Perfect Roommate                        | Lee Soo-jung                          | MBC         | MBC Best Theater   |                      |
| 2004 | Count of Myeongdong                     | Kim Hyun-kyung                        | EBS         |                    |                      |
| 2005 | Don't Worry                             | Jo Mi-yeon                            | KBS2        |                    |                      |
| 2006 | My Love Dal-ja                          | Kang Nan-hee                          | SBS         |                    |                      |
| 2007 | Hometown Over the Hill                  | Jeon Se-kyung                         | KBS1        |                    |                      |
| 2007 | Good Day to Love                        | Kim Hyo-jin                           | SBS         |                    |                      |
| 2007 | How to Meet a Perfect Neighbor          | Jung Mi-hee                           | SBS         |                    |                      |
| 2008 | King Sejong the Great                   | Kim Hyobin                            | KBS1        |                    |                      |
| 2008 | Iljimae                                 | Dan-yi                                | SBS         |                    |                      |
| 2009 | Ja Myung Go                             | Mo Ha-so                              | SBS         |                    |                      |
| 2009 | Soul                                    | Ha-na, madre de Doo-na                | MBC         |                    |                      |
| 2009 | You're Beautiful                        | Mo Hwa-ran                            | SBS         |                    |                      |
| 2010 | Definitely Neighbors                    | Kang Mi-jin                           | SBS         |                    |                      |
| 2010 | Stormy Lovers                           | Chae Woo-hee                          | MBC         |                    |                      |
| 2011 | What's Up?                              | Ha In-young                           | MBN         |                    |                      |
| 2011 | Padam Padam                             | Madre de Jung Ji-na                   | JTBC        |                    |                      |
| 2012 | 할 수 있는 자가 구하라                  | Kim Sung-ryung                        | MBC Every 1 |                    |                      |
| 2012 | Syndrome                                | Oh Eun-hee                            | jTBC        |                    |                      |
| 2012 | The Chaser                              | Seo Ji-soo                            | SBS         |                    |                      |
| 2013 | Yawang                                  | Baek Do-kyung                         | SBS         |                    |                      |
| 2013 | The Heirs                               | Han Ki-ae                             | SBS         |                    |                      |
| 2015 | Queen's Flower                          | Reina Jung/Jung Eun-hye/ Lee Soo-jung | MBC         |                    |                      |
| 2016 | Mrs.Cop 2                               | Ko Yoon-jung                          | SBS         |                    |                      |
| 2016 | Legend of the Blue Sea                  | Jang Jin-ok                           | SBS         | Cameo              |                      |
| 2017 | Are You Human Too?                      | Oh Ro-ra                              | KBS2        |                    |                      |
| 2018 | The Beauty Inside                       | Han Se-gye                            | JTBC        | Ep. 1              |                      |
| 2022 | Kill Heel                               | Bae Ok-seon                           | tvN         |                    | [ 20 ]               |
| 2023 | Batalla de amor                         | Choi Soo-jin                          | Netflix     |                    | [ 21 ]               |
| 2024 | Un negocio virtuoso                     | Oh Geum-hee                           | JTBC        |                    | [ 22 ] [ 23 ] [ 24 ] |
| 2025 | Si la vida te da mandarinas...          | Actriz                                | Netflix     | Aparición especial | [ 25 ]               |
| 2025 | Otro brindis para el amor               | Kim Gwang-ok                          | tvN         |                    | [ 26 ] [ 27 ]        |

### Espectáculos de variedades
| Año  | Título               | Red      | Notas |
| ---- | -------------------- | -------- | ----- |
| 1988 | Entertainment Weekly | KBS2     |       |
| 1991 | Delightful Studio    | MBC      |       |
| 1995 | 명사가요 초대석      | MBC      |       |
| 2013 | Woman Show           | Story On |       |
| 2014 | My Tutor Friend      | MBC      |       |

## Teatro
| Año       | Título                 | Rol                             |
| --------- | ---------------------- | ------------------------------- |
| 1991      | A Woman's Choice       |                                 |
| 1992      | The Merchant of Venice | Portia                          |
| 2005      | Art                    | Kyung-sook                      |
| 2008-2009 | Melodrama              | Kang Yoo-kyung                  |
| 2014      | Miss France            | Fleur de Senlis/Martin/Samantha |

## Programas de radio
| Año  | Título                                               | Red    |
| ---- | ---------------------------------------------------- | ------ |
| 1993 | Joyful Afternoon with Park Se-min and Kim Sung-ryung | CBS-AM |
| 1995 | Music Salon with Kim Sung-ryung                      | MBC-FM |

## Premios y nominaciones
| Año  | Premio                       | Categoría                                 | Nominación                  | Resultado | Ref.   |
| ---- | ---------------------------- | ----------------------------------------- | --------------------------- | --------- | ------ |
| 1988 | 32nd Miss Korea Pageant      | Miss Korea - Jin                          | [NA]: {{{1}}}               | Ganadora  |        |
| 1991 | 27th Baeksang Arts Awards    | mejor actriz nueva                        | Who Saw the Dragon's Claws? | Ganadora  |        |
| 1991 | 2nd Chunsa Film Art Awards   | mejor actriz nueva                        | Who Saw the Dragon's Claws? | Ganadora  |        |
| 1991 | 29th Grand Bell Awards       | mejor actriz nueva                        | Who Saw the Dragon's Claws? | Ganadora  |        |
| 1993 | 14th Blue Dragon Film Awards | mejor actriz de reparto                   | A Room in the Woods         | Nominada  |        |
| 1999 | KBS Drama Awards             | premio excelencia, Actriz                 | The King and the Queen      | Ganadora  |        |
| 2000 | SBS Drama Awards             | mejor actriz de reparto                   | Juliet's Man                | Ganadora  |        |
| 2002 | KBS Drama Awards             | mejor actriz de reparto                   | Empress Myeongseong         | Ganadora  |        |
| 2008 | 45th Grand Bell Awards       | mejor actriz de reparto                   | Shadows in the Palace       | Nominada  |        |
| 2008 | SBS Drama Awards             | mejor actriz de reparto, drama especial   | Iljimae                     | Nominada  |        |
| 2008 | KBS Drama Awards             | mejor actriz de reparto                   | King Sejong the Great       | Nominada  |        |
| 2012 | SBS Drama Awards             | premio excelencia, actriz de miniseries   | The Chaser                  | Ganadora  |        |
| 2013 | 49th Baeksang Arts Awards    | mejor actriz (TV)                         | Yawang                      | Nominada  |        |
| 2013 | 2nd APAN Star Awards         | premio de actuación                       | Yawang                      | Ganadora  |        |
| 2013 | SBS Drama Awards             | premio especial, actriz de drama especial | The Heirs                   | Ganadora  | [ 30 ] |
| 2014 | 23rd Buil Film Awards        | mejor actriz de reparto                   | The Target                  | Nominada  |        |
| 2014 | MBC Entertainment Awards     | premio de popularidad en un Variety Show  | My Tutor Friend             | Ganadora  |        |
| 2015 | 4th APAN Star Awards         | premio excelencia, Actriz de serie        | Queen's Flower              | Nominada  |        |
| 2016 | SBS Drama Awards             | Grand Prize (Daesang)                     | Mrs. Cop 2                  | Nominada  |        |
| 2016 | SBS Drama Awards             | alta excelencia, Actriz de drama          | Mrs. Cop 2                  | Nominada  |        |
| 2016 | SBS Drama Awards             | premio estrella Hallyu                    | Mrs. Cop 2                  | Nominada  |        |
| 2016 | SBS Drama Awards             | premio top 10 estrellas                   | Mrs. Cop 2                  | Ganadora  |        |
| 2018 | 2nd Seoul Awards             | Mejor actriz de reparto (película)        | Believer                    | Nominada  | [ 31 ] |